# Paweł Zarychta
Paweł Zarychta – polski germanista, literaturoznawca, dr hab. nauk humanistycznych, profesor Uniwersytetu Jagiellońskiego, pracownik naukowy Instytutu Filologii Germańskiej Uniwersytetu Jagiellońskiego.

## Życiorys naukowy
Do 2000 r. studiował filologię germańską na Uniwersytecie Jagiellońskim i Uniwersytecie Fryderyka i Aleksandra w Erlangen i Norymberdze. W 2006 r. uzyskał stopień doktora nauk humanistycznych na podstawie rozprawy Spott und Tadel. Lessings rhetorische Strategien im antiquarischen Streit, w 2023 r. natomiast habilitował się na podstawie rozprawy Selbstinszenierung und Gedächtnisbildung. Rosa Maria Assing in Briefen und Lebenszeugnissen aus der Sammlung Varnhagen. Edition und Kommentar, będącej wynikiem realizacji projektu badawczego NCN Opus. Był stypendystą DAAD, Uniwersytetu Ludwika i Maksymiliana w Würzburgu oraz Uniwersytetu w Erlangen i Norymberdze.
W pracy naukowej zajmuje się literaturą niemieckojęzyczną XVIII i XIX w., specjalizuje się w badaniach rękopisów niemieckojęzycznych z tego okresu, zwłaszcza z Kolekcji Varnhagenów oraz Kolekcji Autografów z tzw. depozytu berlińskiego. Do obszaru jego zainteresowań naukowych zaliczyć można też polsko-niemiecki transfer literacki, teorię i praktykę przekładu. Ponadto prowadzi działalność promującą literaturę niemieckojęzyczną.

## Wybrane publikacje[5]
- Selbstinszenierung und Gedächtnisbildung. Rosa Maria Assing in Briefen und Lebenszeugnissen aus der Sammlung Varnhagen. Edition und Kommentar,  Teil I: 1783–1823, Teil II: 1823–1840, Berlin et al.: Peter Lang 2021–2022.3.
- Z Piotrem de Bończa Bukowskim: Między literaturami. Rozmowy z tłumaczami o pisarzach języka niemieckiego, Kraków: Universitas 2021.
- „Spott und Tadel". Lessings rhetorische Strategien im antiquarischen Streit. Frankfurt a. M., Berlin, Bern, New York: Peter Lang 2007.
- z Renatą Dampc-Jarosz (red.): “... nur Frauen können Briefe schreiben” : Facetten weiblicher Briefkultur nach 1750, t. 1-2, Frankfurt a. M.: Peter Lang 2019.
- z Katarzyną Jaśtal i Anną Dąbrowską (red.): Odysseen des Humanen. Antike, Judentum und Christentum in der deutschsprachigen Literatur. Frankfurt a. M.: Peter Lang 2016.
- z Ingo Breuerem i Katarzyną Jaśtal (red.): Gesprächsspiele & Ideenmagazine. Heinrich von Kleist und die Briefkultur um 1800. Köln / Weimar / Wien: Böhlau 2013.
- z Marią Kłańską, Jadwigą Kitą-Huber (red.): „Cóż za księga!” Biblia w literaturze niemieckojęzycznej od Oświecenia po współczesność, Kraków: Homini 2010.
- z Marią Kłańską, Jadwigą Kitą-Huber (red.): Der heiligen Schrift auf der Spur. Beiträge zur biblischen Intertextualität in der Literatur. Wrocław/Dresden: Atut-Neisse Verlag 2009.
- z Janem Röhnertem, Janem Urbichem i Jadwigą Kitą-Huber (red.): Authentizität und Polyphonie. Beiträge zur deutschen und polnischen Lyrik seit 1945. Heidelberg: Winter 2008.
- Immanuel Kant: Ugruntowanie metafizyki moralności (Grundlegung zur Metaphysik der Sitten). Kraków: Zielona Sowa 2005 (przekład)
- Dieter Schenk: Noc morderców. Mord polskich profesorów we Lwowie i holokaust w Galicji Wschodniej, Kraków: Wydawnictwo Wysoki Zamek 2011 (przekład).
- Dieter Schenk: Krakauer Burg. Wawel jako ośrodek władzy generalnego gubernatora Hansa Franka w latach 1939-1945, Kraków: Wydawnictwo Wysoki Zamek 2013 (przekład).